# Ferrovie Federali Svizzere
Ferrovie Federali Svizzere SA (in francese: Chemins de Fer Fédéraux suisses SA; in tedesco Schweizerische BundesBahnen AG; in romancio Viafiers Federalas Svizras; fino al 1944 Strade Ferrate Federali), nota anche attraverso gli acronimi FFS, CFF, SBB (resi graficamente nell'ordine SBB CFF FFS) e più raramente VFF o VFS, è un'azienda pubblica svizzera controllata dal Consiglio federale che opera come gestore dell'infrastruttura e principale operatore della rete ferroviaria della Svizzera.
L'azienda ha sede a Berna ed è costituita nella forma di una società anonima (SA in italiano e francese, AG in tedesco) di diritto speciale ai sensi della Legge federale del 20 marzo 1998 sulle Ferrovie federali svizzere (LFFS) con capitale interamente pubblico.

## Storia
In Svizzera nel XIX secolo tutte le ferrovie erano nelle mani di società private. Gli interessi economici, politici regionali e talvolta militari di ogni comunità portarono alla realizzazione di una fitta rete ferroviaria in ogni zona del paese e i traffici sia viaggiatori che merci aumentarono a dismisura. Finanziariamente, però, queste compagnie ferroviarie si trovarono presto in seria difficoltà a causa dei costi di esercizio sempre maggiori, che richiedevano un costante aumento di capitale da impegnare per l'acquisizione di nuovo materiale rotabile, per la costruzione di linee e per pagare i dipendenti sempre più numerosi. Fu proprio per questa ragione e per evitare il fallimento delle varie compagnie ferroviarie private che si decise di intervenire a livello federale, "nazionalizzando" la rete ferroviaria, cioè portando le ferrovie sotto la diretta tutela e controllo della Confederazione svizzera.
Nella votazione popolare del 20 febbraio 1898 il popolo accettò la creazione di un sistema ferroviario statale.
Il primo treno pagato dalla Confederazione circolò nella notte di Capodanno del 1901 da Zurigo a Ginevra via Berna.
Tuttavia è solo il 1º gennaio 1902 che si considera come data di nascita ufficiale delle FFS, perché fino ad allora il servizio pagato dal Governo circolava ancora sotto il nome delle ferrovie private.
Ferrovie private statalizzate
- Schweizerische Centralbahn (SCB)
- Schweizerische Nordostbahn (NOB), inclusa la flotta sul lago di Costanza
- Ferrovie Svizzere Unite (Vereinigte Schweizerbahnen - VSB)
- Chemin-de-fer Jura-Simplon (JS) inclusa la Brünigbahn (dal 1903)
- Gotthardbahn (GB) (dal 1909)
- Jura-Neuchâtelois (JN) (dal 1913)
- Tösstalbahn (TTB) inclusa la Ferrovia Wald-Rüti (dal 1918)
- Seetalbahn (STB) (dal 1922)
- Ferrovia Uerikon-Bauma (UeBB) (dal 1948)

Il 3 giugno 1956 vennero abolite la classe di lusso e la terza classe; rimasero perciò solo la prima e la seconda classe, schema che è continuato ad esistere fino ad oggi.
Nel 1982 l'orario ferroviario annuale ebbe una svolta con l'introduzione dell'orario cadenzato in tutta la Svizzera, che tra le altre conseguenze apportò un notevole aumento di circolazione dei viaggiatori, favorendo un maggiore utilizzo dei treni da parte della gente, grazie anche alla più facile memorizzazione degli orari e alla razionalizzazione delle coincidenze.
Il più grande cambio di orario dopo il 1982 è avvenuto nel 2004. Nell'ambito del progetto Ferrovia 2000, il 90% dei treni ha cambiato orario ed è stato contemporaneamente introdotto il 12% di treni in più.
La parte primaria essenziale di Ferrovia 2000 è stata la riduzione dei tempi di viaggio nel triangolo Basilea-Zurigo-Berna al di sotto dell'ora. In questo modo si sono create delle condizioni ideali per cambiare treno nei tre nodi alle medesime ore. Di conseguenza il tempo di viaggio totale si è ulteriormente ridotto per tutti i viaggi che necessitano di un cambio treno in uno dei tre nodi. Successivamente il medesimo procedimento ha toccato tutti gli altri nodi ferroviari del paese e oggi tutte le stazioni principali delle FFS sono collegate con treni che impiegano o meno di mezz'ora o meno di un'ora per percorrere le distanze tra un punto nodale e un altro.
Per rendere possibile il cambio di orario del 12 dicembre 2004, in molte stazioni svizzere si è dovuto procedere a dei lavori di ristrutturazione e molte tratte ferroviarie sono state ritoccate o addirittura ricostruite, rettificate o sdoppiate. Nella stazione di Berna è stata costruita la cosiddetta onda di Berna per permettere il rapido passaggio dei viaggiatori da un marciapiede all'altro nella parte ovest della stazione.
Nel tardo pomeriggio del 22 giugno 2005 un problema a una linea elettrica nella Svizzera centrale ha bloccato completamente tutto il traffico ferroviario svizzero per alcune ore, nel pieno del traffico pendolare serale. Circa 200.000 pendolari e 1500 treni sono rimasti fermi nelle stazioni o nel mezzo di una linea. Analisi successive hanno scoperto che si è trattato di un sovraccarico sulla linea elettrica. La linea ad alta tensione Amsteg-Steinen venne disabilitata per alcuni lavori di adeguamento.
Sempre nel 2005, le FFS hanno però anche vinto il premio Wakker, un riconoscimento dell'associazione Heimatschutz Svizzera normalmente dedicata ai comuni che hanno particolare attenzione alla salvaguardia della cultura architettonica. In tutto il paese le FFS hanno eretto un gran numero di fabbricati di alto valore, anche da parte di architetti di fama internazionale come Herzog & de Meuron, Santiago Calatrava o Max Vogt.
Dal cambio orario dell'11 dicembre 2005 tutti i treni delle FFS circolano senza eccezione con divieto di fumo.
Dal 2002 le FFS hanno una melodia ufficiale, che corrisponde alle lettere SBB CFF FFS trasposte in note musicali attraverso la notazione letterale: "Es - B - B" (mi bemolle, si bemolle, si bemolle), "C - F - F" (do, fa, fa) e "F - F - Es" (fa, fa, mi bemolle). La lettera "S", non corrispondendo a nessuna nota, è stata tradotta come "Es", a cui viene fatto corrispondere l'accordo Si bemolle/G bemolle. Il jingle è suonato al vibrafono ed introduce tutti gli annunci a bordo dei treni FFS.

## La società
Le SBB CFF FFS sono un'impresa pubblica costituita come Società anonima (SA) di diritto speciale e retta dalla . Il capitale è detenuto totalmente dalla Confederazione svizzera. La sede centrale si trova a Berna.
Le FFS sono suddivise in quattro Divisioni e sette settori:
- Divisione Viaggiatori (FFS-P)
- Divisione Merci (FFS Cargo)
- Divisione Infrastruttura (FFS-I)
- Divisione Immobili
- Settori (Finanze, Gestione del personale, Sicurezza, Informatica, Comunicazione e relazioni pubbliche, Sviluppo dell'Azienda e Servizio giuridico)

Il traffico passeggeri in Germania, sulla linea della Wiesental e della Seehas, viene gestito dalla filiale tedesca SBB Sagl.
Filiali a diritto svizzero sono Thurbo (90%), RegionAlps e AlpTransit Gotthard SA (100%). Hanno anche un'importante partecipazione nella Zentralbahn (66%), nella scomparsa Cisalpino SA (50%), TiLo e Lyria.
Ai sensi della legge svizzera, che permette alle imprese di trasporto di creare un proprio corpo di polizia, le FFS affidando la sicurezza sui treni e nelle stazioni alla propria Polizia dei trasporti.

## In cifre
Dati aggiornati al 2011:
- Passeggeri all'anno: 356,6 milioni

Rete ferroviaria FFS in Svizzera nel 2016

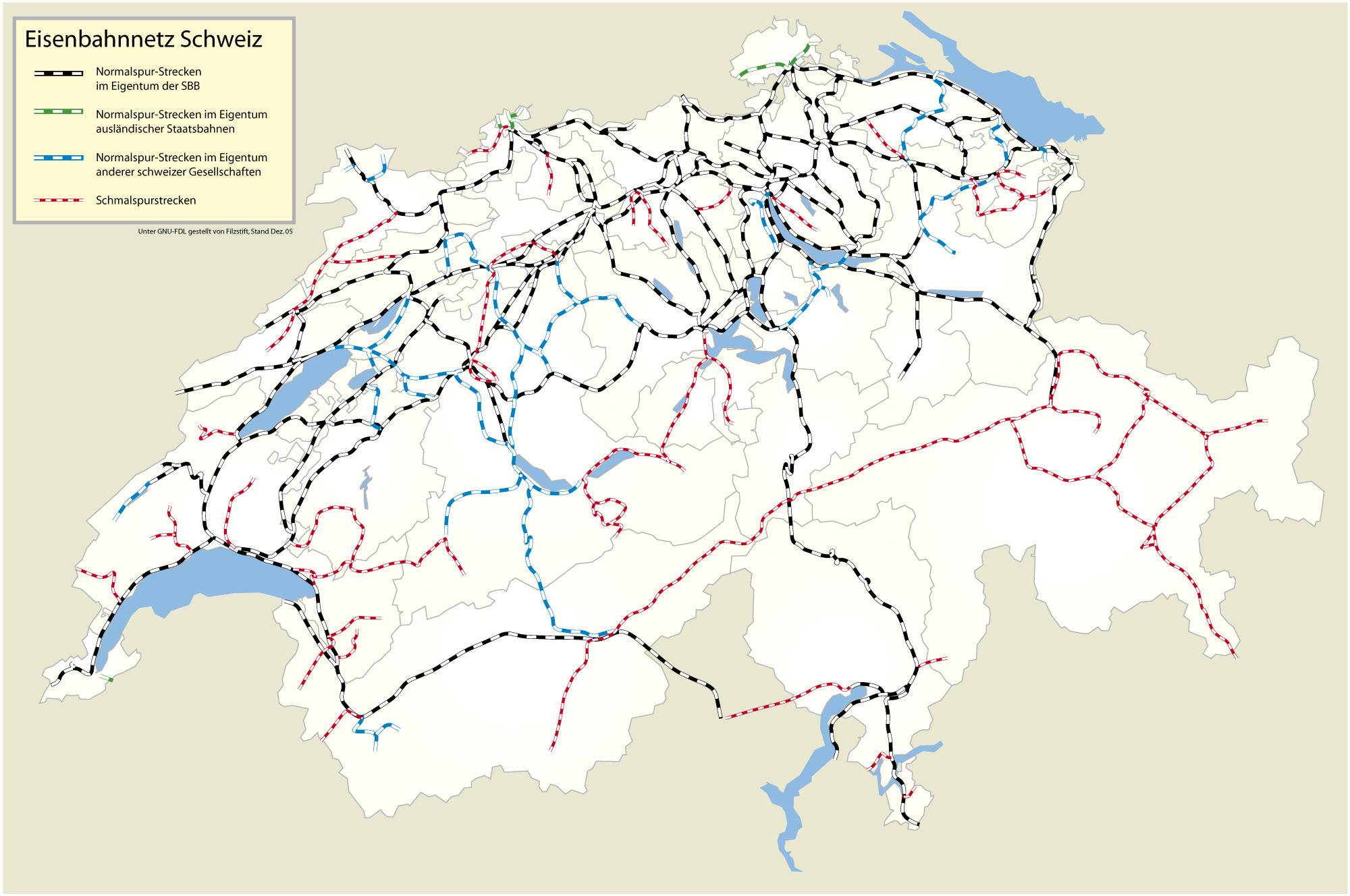
Rete ferroviaria FFS in Svizzera in nero

- Merce all'anno: 48,6 milioni di tonnellate
- Lunghezza della rete: 5200 km[9]
- Stazioni per il traffico viaggiatori: 807
- Punti di servizio per il traffico merci: 242
- Posteggi P+Rail per automobili nelle stazioni: 26 286
- Dipendenti: 28 586
- Puntualità (aprile 2005): il 96,99% dei treni circolava con meno di 5 minuti di ritardo

La rete ferroviaria delle FFS in esercizio è completamente elettrificata, salvo alcuni raccordi industriali e la breve linea internazionale Etzwilen-Singen, a scartamento normale (1435 mm), chiusa al normale traffico viaggiatori ed attiva per treni storici.
La linea del Brünig è stata fino al 2005 l'unica linea delle FFS a scartamento ridotto (1000 mm). Nel 2005 venne fusa con la compagnia che gestiva la ferrovia Lucerna-Stans-Engelberg per la formazione della Zentralbahn.

## Grandi progetti

### Ferrovia 2000
Ferrovia 2000 è un progetto ambizioso di modernizzazione della rete svizzera e di aumento dell'offerta di treni passeggeri destinata a invertire la tendenza constatata negli anni ottanta, cioè una diminuzione del traffico ferroviario e una contemporanea esplosione del traffico su strada che aveva creato parecchi problemi di natura ambientale. Il progetto è stato adottato dalla Confederazione svizzera il 6 dicembre 1987 e prevedeva originariamente investimenti per 5,4 miliardi di franchi svizzeri. Nel 1994 il progetto è stato diviso in due tappe e i fondi sono stati aumentati a 7,5 miliardi. La parte principale del progetto consiste nella costruzione di due trafori ferroviari che collegano il nord con il sud delle Alpi molto più rapidamente di quanto non facciano gli attuali trafori: si tratta del progetto AlpTransit.
La prima tappa di Ferrovia 2000, comprendente più di 120 cantieri divisi su tutta la rete, è stata terminata il 12 dicembre 2004. La seconda tappa continuerà fino al 2022.

### Nuova trasversale alpina del San Gottardo
Si tratta di una nuova trasversale alpina che collega il Ticino e l'Italia alla Svizzera centrale e a Zurigo; consiste in un tunnel di base della lunghezza di 57 km sotto il San Gottardo, percorso da treni merci e passeggeri, questi ultimi fino alla velocità di 200 km/h. Questo tunnel a due gallerie (una per binario) è il più lungo e profondo del mondo ed è supportato a nord dalla galleria del Zimmerberg (20 km, la metà già costruiti e utilizzati) e a sud dalla galleria del Monte Ceneri (15 km, ultimata nel 2020).
I lavori sono cominciati nel 1999, gestiti da una filiale delle FFS, la AlpTransit San Gottardo SA. La consegna formale a FFS con l'apertura al traffico commerciale è avvenuta dopo la cerimonia di inaugurazione a giugno 2016.
Nel traffico a lunga percorrenza, la nuova trasversale alpina sostituisce la vecchia (fu costruita nel 1882) galleria ferroviaria del San Gottardo, situata ad un'altitudine superiore e lunga 15 km.

### Nuova trasversale alpina del Lötschberg
Il tunnel di base del Lötschberg è stato inaugurato il 15 giugno 2007 ed è lungo 34,5 km a due canne parallele. Attualmente solo una delle due canne del tunnel è utilizzata per intero. I lavori di completamento della seconda canna sono provvisoriamente sospesi. Il motivo è una misura di sospensione temporanea della spesa decisa dalla Confederazione.
L'attuazione del progetto non è gestita dalle FFS, bensì dalla compagnia BLS, controllata da enti pubblici (dei cantoni di Berna e Vallese), con una partecipazione di minoranza della Confederazione svizzera.

## Galleria d'immagini

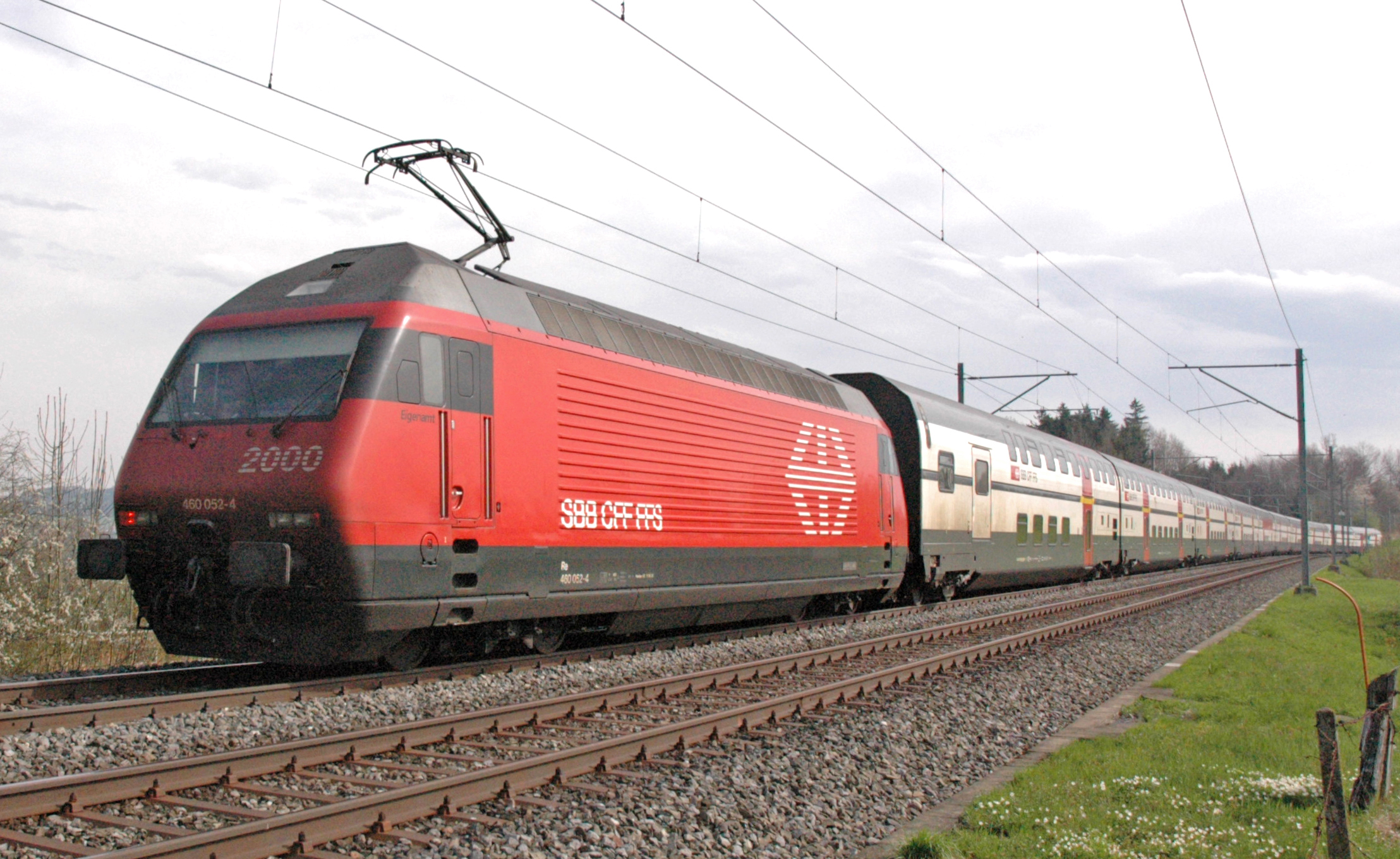
Re 460 "Lok 2000"
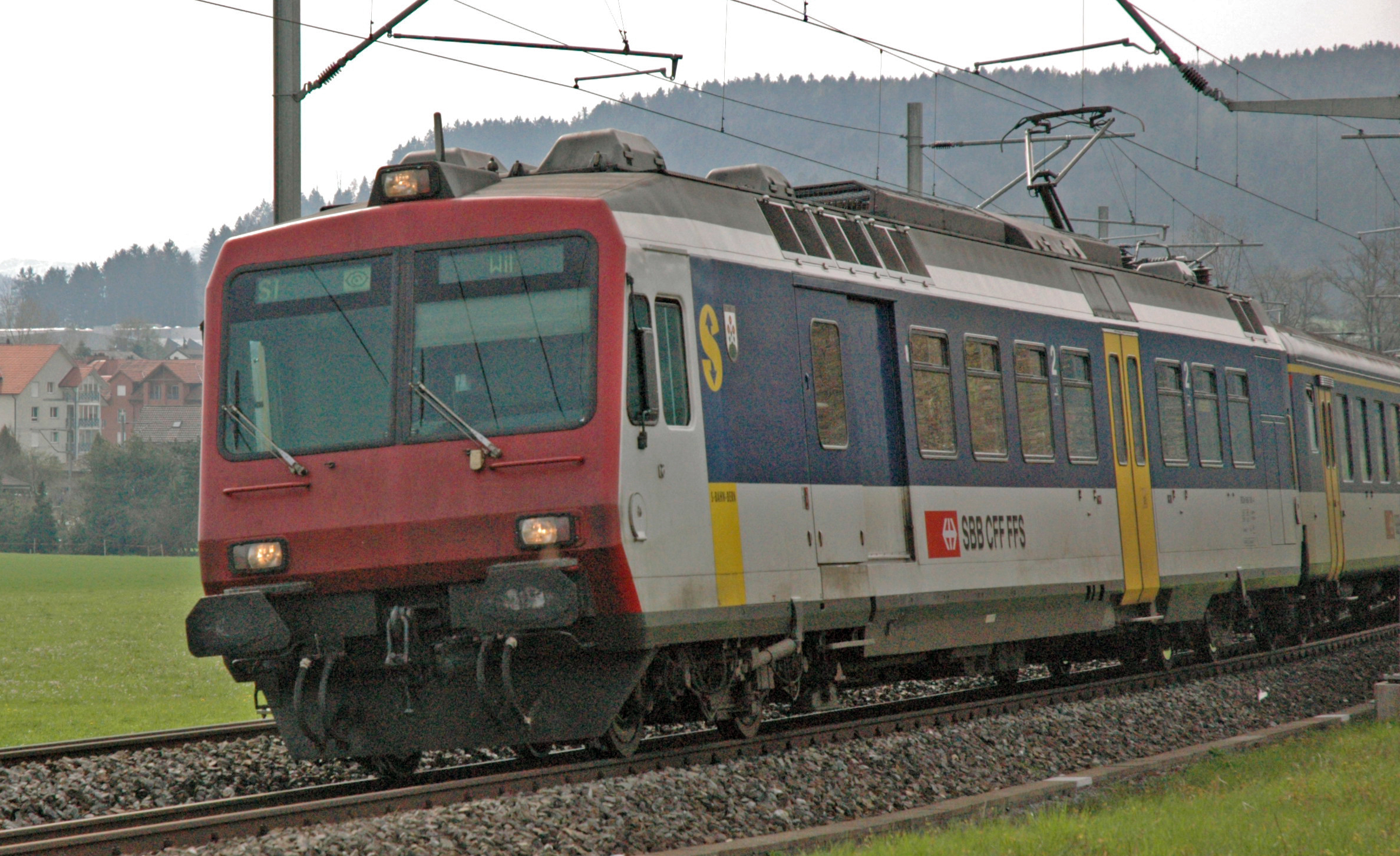
RBDe 560 NPZ
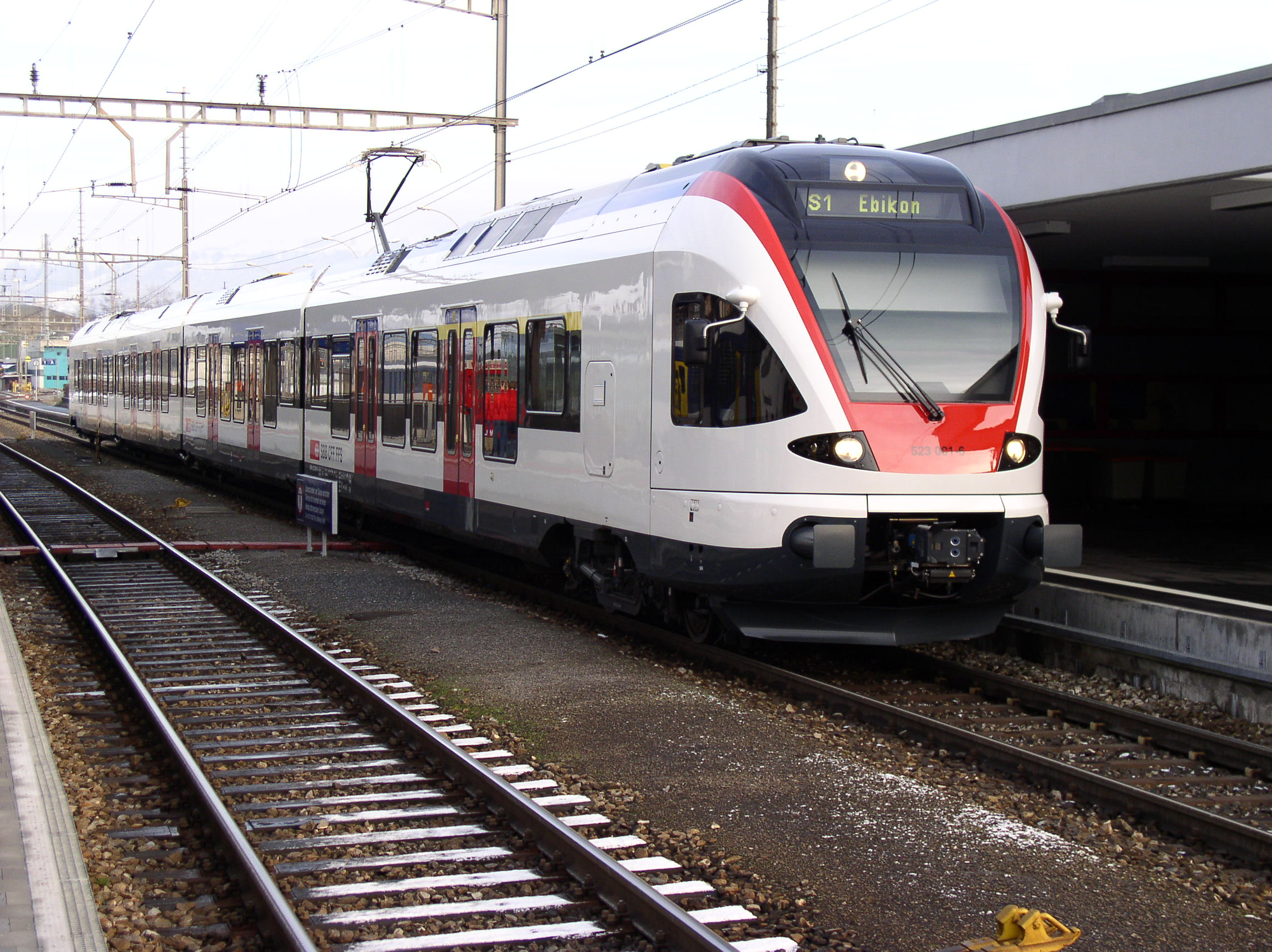
RABe 523 FLIRT
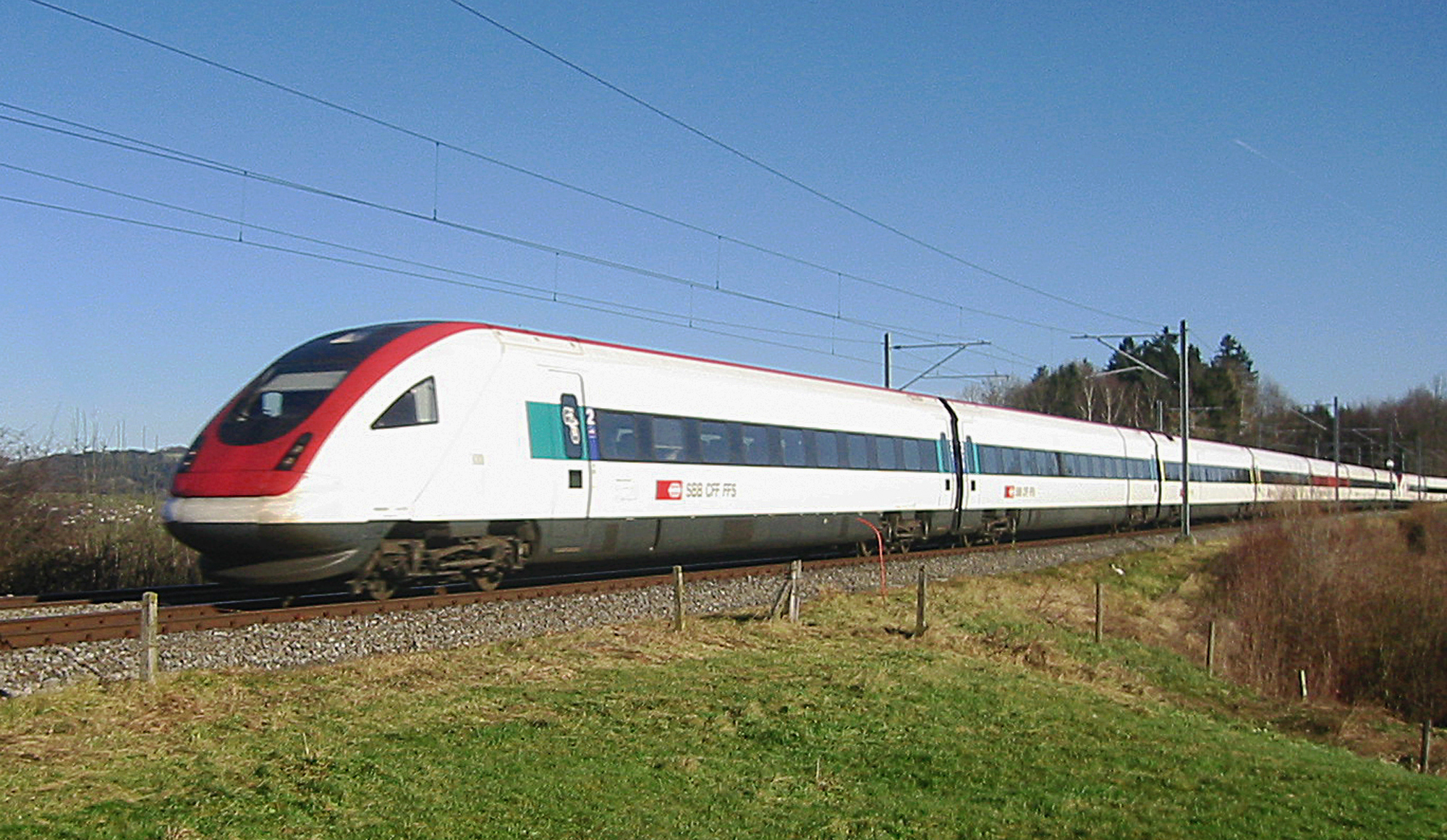
Treno ad assetto variabile InterCity Neigezug (ICN)